# Seututie 438
Pour les articles homonymes, voir Route 438.
La route régionale 438 (finnois : Seututie 438) est une route régionale allant de Iitlahti à Sulkava jusqu'à Virmutjoki à Ruokolahti  en Finlande.

## Présentation
La Seututie 438 est une route régionale de Savonie du Sud et de Carélie du Sud.
Elle traverse  les municipalités de Sulkava, Savonlinna, Puumala ja Ruokolahti et relie Sulkava à Imatra. 
La route traversait le  détroit de Vekaransalmi par un bac jusqu'en octobre 2019 quand le pont de Vekaransalmi a été ouvert à la circulation.
La route fait partie de la route culturelle de l'or vert.

## Parcours
- Iitlahti
- Tiimataipale
- Lohilahti
- Lieviskä
- Eräjärvi
- Virmutjoki

## Galerie

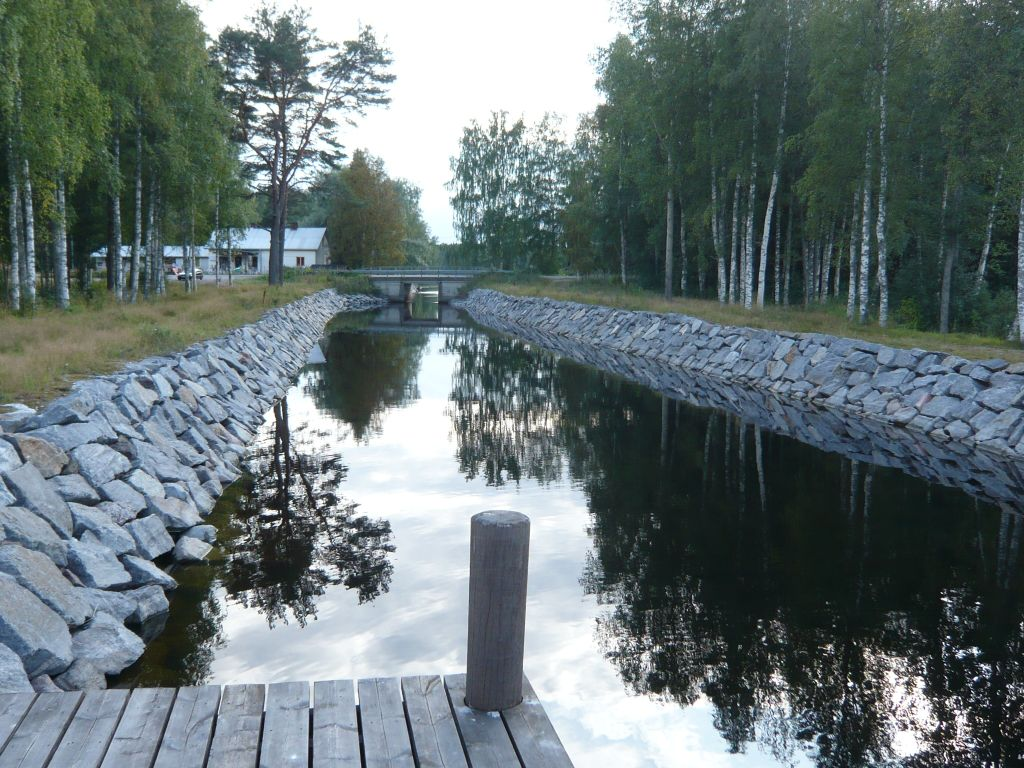
La route régionale 438 sur le pont du canal de Telataipale.
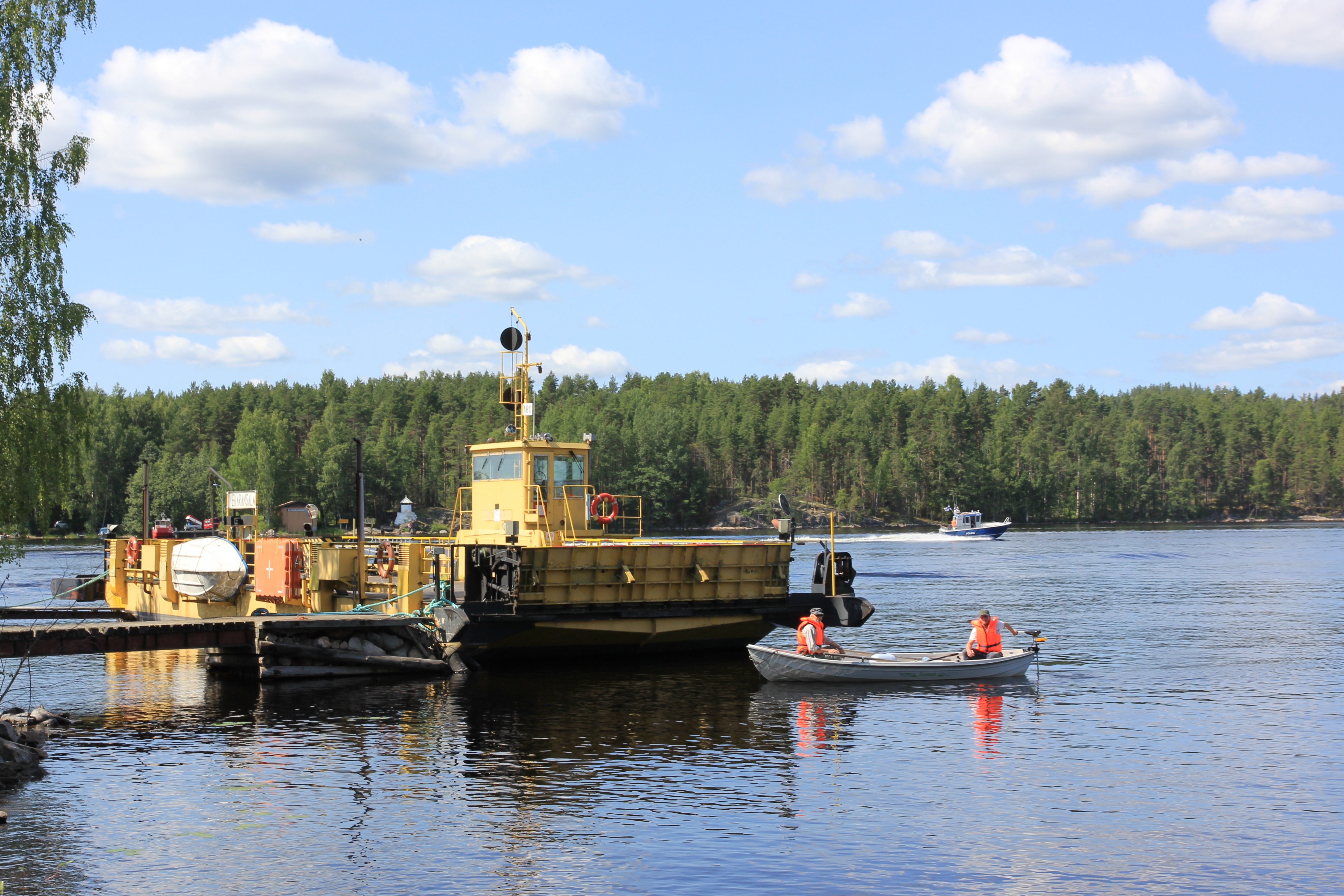
Le bac de Vekaransalmi.